# Číčov
Číčov es un municipio del distrito de Komárno en la región de Nitra, Eslovaquia, con una población estimada a final del año 2024 de 1186 habitantes.
Se encuentra ubicado al suroeste de la región, cerca de los ríos Danubio y Váh, y de la frontera con Hungría.

## Demografía
| Año        | 1994 | 2004    | 2014    | 2024    |
| ---------- | ---- | ------- | ------- | ------- |
| Población  | 1373 | 1359    | 1267    | 1186    |
| Diferencia |      | −1,01 % | −6,76 % | −6,39 % |

| Año        | 2023 | 2024    |
| ---------- | ---- | ------- |
| Población  | 1192 | 1186    |
| Diferencia |      | −0,50 % |